# Marina Kim
Marina Evguenievna Kim (Мари́на Евге́ньевна Ким), née le 11 août 1983 à Léningrad, est une journaliste de télévision, et femme politique russe. Elle est membre du présidium du conseil central du parti Russie juste.

## Biographie
Marina Kim naît à Léningrad dans la famille d'un Coréen de Russie qui a grandi en Kabardino-Balkarie, et d'une mère russe originaire de la Baltique. Marina Kim a un frère aîné. Elle se passionne pour la danse classique dans son enfance. À seize ans, elle fait du mannequinat et tourne dans des clips musicaux.
Elle entre à la faculté des relations internationales de l'université de Saint-Pétersbourg (spécialiste des affaires européennes). Elle s'installe à dix-neuf ans à Moscou pour étudier à l'université d'État de Moscou toujours en relations internationales et est diplômée dans la spécialité des études nord-américaines. Sa dissertation de fin d'études s'intitule Les facteurs de la croissance économique sous la présidence de Bill Clinton. Elle effectue un stage au comité des affaires internationales du conseil de la Fédération et à l'institut des États-Unis et du Canada de l'académie des sciences de Russie. Elle termine ses cours d'animateur de télévision à l'institut de perfectionnement des travailleurs de la radio et de la télévision. Dès sa cinquième année d'université, elle commence sa carrière à la télévision.
En 2004, elle présente l'émission Marchés («Рынки») sur la chaîne économique RBK, où elle se spécialise dans l'analyse des indices boursiers asiatiques.
En 2005, elle tourne dans le film français Serko de Joël Farges avec Jacques Gamblin.
En 2007, elle commence à travailler pour l'émission d'actualités Vesti sur la chaîne de grande audience Rossiya 1, animant celle transmise en Extrême-Orient russe, puis les éditions du matin et de la journée. En septembre 2008, elle est présentatrice de l'édition du soir de Vesti à 20 heures avec Ernest Matskiavitchious (Ernestas Mackevičius),. À partir de 2012, elle commence à présenter les éditions de la journée avec Alexandre Goloubev. En parallèle, elle prépare en tant que correspondante une série de reportages et d'interviews pour Vesti du samedi, et Vesti de la semaine («Вести недели»).
En 2012, elle prend part à la septième saison de Danses avec les stars («Танцы со звёздами)», où avec son partenaire Alexandre Litvienko elle accède à la deuxième place. Au printemps, elle présente l'émission de divertissement Gros plan sur les grandes danses («Большие танцы крупным планом»). En août 2013, elle tourne et présente le film documentaire 'Pyongyang sans cérémonie («Непарадный Пхеньян») pour la chaîne  Rossiya 24.
Elle est également l'animatrice et la modératrice du panel de discussion « Le rôle des femmes dans le gouvernement moderne et l'économie » au sommet en 2012 de Vladivostok pour la coopération économique Asie-Pacifique. Elle modère quelques discussions du premier forum international « Anticontrefaçon » qui se tient à Moscou en 2012, ainsi qu'aux tables rondes et aux conférences dans le cadre du forum économique international de Saint-Pétersbourg en 2013.
Du 24 novembre 2013 au 16 mars 2014, elle présente l'émission d'analyse de l'information Semaine en ville («Неделя в городе») sur les événements se passant à  Moscou.
Elle présente et est coauteur avec Sergueï Brilev du documentaire Pyongyang-Séoul, etc. qui est diffusé sur Rossiya 1 en 2015, sur la libération de la péninsule coréenne par l'Armée rouge.
Elle travaille à partir de 2014 pour la Première chaîne («Первый канал», Perviy Kanal), où elle est une des présentatrices de Dobroïe outro («Доброе утро», Bonjour). Elle prend part périodiquement à des émissions de divertissement et de talk-shows de cette chaîne, comme Sans assurance («Без страховки»), Qui veut des millions?  («Кто хочет стать миллионером?»), Le grand chat du pays («Главный котик страны»)), et elle présente aussi des soirées-spectacles.
De 2015 à 2019, elle commente en direct sur Perviy Kanal le défilé de la fête du 1er mai sur la place Rouge en duo avec Sergueï Babaïev.
En août 2017, elle tourne plusieurs reportages courts sur la vie quotidienne en Corée du Nord pour Dobroïe outro,. En janvier 2018, elle est correspondante pour le forum économique de Davos, en mars suivant elle travaille pendant le décompte des voix pour l'élection présidentielle. Du 3 septembre 2018 au 4 juillet 2020, elle est modératrice du talk-show de politique étrangère Le Grand jeu («Большая игра») sur Perviy Kanal,.  
Le 20 décembre 2018, elle participe à la conférence annuelle de Vladimir Poutine.
Au printemps 2021, elle devient membre du parti Russie juste. Elle est secrétaire du présidium du conseil central du parti concernant la politique informationnelle, et membre de ce présidium. En mai 2021, elle déclare se présenter au élections du gouverneur du kraï de Khabarovsk. Elle obtient la troisième place aux élections de septembre  .
Marina Kim est célibataire et mère de trois enfants.